# Holland Taylor
Holland Taylor (n. 14 ianuarie 1943, Pennsylvania, SUA) este o actriță americană de film, teatru și televiziune. Printre rolurile din televiziune, care merită menționate sunt: Ruth Dunbar în Bosom Buddies, soția senatorului (Margaret Powers) în serialul lui Norman Lear The Powers That Be, Judecătoarea  Roberta Kittleson în The Practice și Evelyn Harper în Two and a Half Men.

## Începutul vieții
Taylor s-a născut în Philadelphia, Pennsylvania în 1943, fata lui C. Tracy Taylor un avocat și a lui Virginia o pictoriță.  Ea este cea mai mică dintre cele trei fete din familie; surorile ei sunt: Patricia și Pamela. Taylor a mers la liceu la Westtown School, un liceu Quaker cu internat în West Chester, Pennsylvania. Ea apoi a studiat teatrul la Bennington College absolvind în 1964, înainte de a se muta la New York pentru a deveni actriță.

## Nominalizări la Premiul Emmy
- 2000 - (Câștigat) - Outstanding Supporting Actress - Drama Series - The Practice
- 2000 - (Nominalizată) - Outstanding Guest Actress - Comedy Series - The Lot
- 2005 - (Nominalizată) - Outstanding Supporting Actress - Comedy Series - Two and a Half Men
- 2007 - (Nominalizată) - Outstanding Supporting Actress - Comedy Series - Two and a Half Men
- 2008 - (Nominalizată) - Outstanding Supporting Actress - Comedy Series - Two and a Half Men
- 2010 - (Nominalizată) - Outstanding Supporting Actress - Comedy Series - Two and a Half Men

## Filmografie
| - J.T. (1969) .... Mrs. Arnold - The Next Man (1976) .... TV Interviewer - 3 by Cheever: O Youth and Beauty! (1979) .... Beverly - Fame (1980) (uncredited) .... Claudia van Doren - The Royal Romance of Charles and Diana (1982) .... Frances Shand Kydd - I Was a Mail Order Bride (1982) .... Dottie Birmington - Reuben, Reuben (1983) - Concealed Enemies (1984) .... Mrs. Marbury - Romancing the Stone (1984) .... Gloria Hart - Key Exchange (1985) .... Mrs. Fanshaw - Perry Mason Returns (1985) .... Paula Gordon - The Jewel of the Nile (1985) .... Gloria Hart - Tales from the Hollywood Hills: Natica Jackson (1987) .... Ernestine King - She's Having a Baby (1988) .... Sarah Briggs - People Like Us (1990) .... Dolly - Alice (1990) .... Helen - Big Deals (1991) - The Rape of Doctor Willis (1991) .... Dr. Greenway - Cop and ½ (1993) .... Captain Rubio - Betrayal of Trust (1994) .... Mary Shelton - In the Best of Families: Marriage, Pride & Madness (1994) .... Florence Newsom - The Counterfeit Contessa (1994) .... Wallace Everett - The Favor (1994) .... Maggie Sand - A Walton Wedding (1995) .... Aunt Flo - Awake to Danger (1995) .... Dr. Joyce Lindley - A Perry Mason Mystery: The Case of the Jealous Jokester (1995) (TV) - With Hostile Intent (1995) .... Lois Baxter - To Die For (1995) .... Carol Stone - How to Make an American Quilt (1995) .... Mrs. Rubens - Last Summer in the Hamptons (1995) .... Davis - Steal Big Steal Little (1995) .... Mona Rowland-Downey - One Fine Day (1996) .... Rita - George of the Jungle (1997) ... Beatrice Stanhope - Just Write (1997) .... Emma Jeffreys - Betty (1997) .... Crystal Ball - The Unknown Cyclist (1998) (uncredited) .... Celia - The Truman Show (1998) .... Truman's Mother - Next Stop Wonderland (1998) .... Piper Castleton - My Last Love (1999) .... Marnie Morton - The Sex Monster (1999) .... Muriel - The Spiral Staircase (2000) .... Emma Warren - Happy Accidents (2000) .... Therapist, Maggie Ann "Meg" Ford - Mail to the Chief (2000) .... Katherine Horner - Keeping the Faith (2000) .... Bonnie Rose - The Deadly Look of Love (2000) .... Evelyn McGinnis - Strange Frequency (2001) .... Marge Crowley (segment "Room Service") - Town & Country (2001) .... Mistress of Ceremonies - Legally Blonde (2001) .... Professor Stromwell - The Day Reagan Was Shot (2001) .... Nancy Reagan - Fits and Starts (2002) - Cinderella II: Dreams Come True (2002) (V) (voice) .... Prudence - Home Room (2002) .... Dr. Hollander - Spy Kids 2: The Island of Lost Dreams (2002) .... Grandmother - Spy Kids 3-D: Game Over (2003) .... Grandmother - Intent (2003) .... Judge Cavallo - D.E.B.S. (2004) .... Mrs. Petrie - The Wedding Date (2005) .... Bunny - Cinderella III: A Twist in Time (2007) (V) (voice) .... Prudence - Baby Mama (2008) .... Rose | - Love Is a Many Splendored Thing (1967) .... Trish Wanamaker (1971) - Somerset (1970) .... Sgt. Ruth Winter (episoade necunoscute, 1973) - Beacon Hill (1975) .... Marilyn Gardiner (episoade necunoscute) - Kojak .... Elizabeth (1 episod, 1977) - The Edge of Night (1976) .... Denise Norwood Cavanaugh, R.N. (1977–1978, 1980) - ABC Afterschool Special .... Felicia Martin (1 episod, 1981) - Bosom Buddies .... Ruth Dunbar (21 episoade, 1980–1981) - All My Children (1970) .... Jill Ollinger (episoade necunoscute, 1981–1982) - The Love Boat .... Kathy Brighton (1 episod, 1983) - Kate & Allie .... Linda Cabot (1 episod, 1984) - Me and Mom (1985) .... Zena Hunnicutt (episoade necunoscute) - Harry (1987) .... Ina Duckett, R.N. (episoade necunoscute) - Perfect Strangers .... Olivia Crawford (1 episod, 1987) - CBS Summer Playhouse .... Fran Grogan / ... (2 episoade, 1987–1989) - Murder, She Wrote .... Winifred Thayer (1 episod, 1989) - Wiseguy .... Allison Royce / ... (1 episod, 1990) - Going Places .... Dawn St. Clare (3 episoade, 1990–1991) - The Powers That Be .... Margaret Powers (20 episoade, 1992–1993) - Saved by the Bell: The College Years .... Dean Susan McMann (7 episoade, 1993–1994) - Diagnosis: Murder .... Agent Gretchen McCord (2 episoade, 1994–1995) - The Naked Truth .... Camilla Dane (2 episoade, 1995–1998) - Something So Right .... Abigail (1 episoade, 1996) - Veronica's Closet .... Millicent (2 episoade, 1998) - Buddy Faro .... Olivia Vandermeer (1 episod, 1998) - ER .... Phyllis Farr (1 episod, 1999) - The Lot (1999) .... Letitia DeVine (episoade necunoscute) - The 51st Annual Primetime Emmy Awards (1999) (TV) .... Ea însăși - Ally McBeal .... 2nd Woman in Face Bra Infomercial / ... (2 episoade, 1999–2000) - Strong Medicine .... Lillian Pynchon (1 episod, 2000) - DAG .... Katherine Twigg (1 episod, 2000) - The Living Edens .... Narrator (1 episod, 2000) - The Fighting Fitzgeralds .... Rose (1 episod, 2001) - Strange Frequency .... Marge Crowley (1 episod, 2001) - Battery operated boyfriend (2002) .... Madeline Collins (episoade necunoscute) - Disney's Fillmore! .... Mrs. Cornwall (1 episod, 2002) - Intimate Portrait .... Herself (2 episoade, 2002–2004) - Banzai .... Herself (1 episode, 2003) - The Practice .... Judge Roberta Kittleson (29 episoade, 1998–2003) - The L Word .... Peggy Peabody (8 episoade, 2004–2008) - Big Brother .... Herself (1 episod, 2005) - Monk .... Peggy Davenport (2 episoade, 2005–2007) - The 58th Annual Primetime Emmy Awards (2006) (TV) .... Ea însăși - The 33rd Annual People's Choice Awards (2007) (TV) .... Ea însăși - Two and a Half Men .... Evelyn Harper / ... (75 episoade, 2003–prezent) |

| Broadway - "Breakfast with Les and Bess" - "Moose Murders" - "Murder Among Friends" - "Butley" (Alan Bates) - "Something Old, Something New" - "We Interrupt this Message" - "The Devils" (Anne Bancroft) Off-Broadway - "Vagina Monologues" - "The Cocktail Hour" - "Drinks Before Dinner" - "Children" - "Fashion" - "Colette (Zoe Caldwell)" - "Love Letters" Regional - "Kindertransport" - "A Delicate Balance" - "Passion Play (Galati)" - "The Philanthropist" - "Black Comedy" Los Angeles - "The Unexpected Man" The Geffen Playhouse - "Kinder Transport" The Tiffany Theatre - "Narrator – LA Philharmonic “Persephone, Stravinski, Essa-Pekka Salonen, Conductor" - "Narrator – LA Philharmonic “Ahknaten, Philip Glass, John Adams, Conductor" |